# Santiago Mostajo Gutiérrez
Santiago Mostajo Gutiérrez   (Saragossa, 15 de setembre de 1935 - Barcelona, 11 de gener de 2005) fou un ciclista espanyol que va ser professional entre 1952 i 1961. En el seu palmarès destaca una etapa de la Volta a Catalunya de 1957, en què arribà en solitari a Granollers.
A finals dels anys 50 va adquirir el Camp del Guinardó i va refer al voltant del camp de joc la pista de carreres. L'antic Camp del Guinardó va reinaugurar-se com a Velòdrom Mostajo. La seva inauguració oficial va ser el 8 de maig del 1960, i fins a l'any 1964 va acollir múltiples competicions i exhibicions ciclistes, fins i tot d'automobilisme.

## Palmarès
- 1952
  - Campió d'Espanya de velocitat
  - Campió d'Espanya de puntuació
- 1953
  - 1r al Trofeu Borràs
- 1956
  - Vencedor d'una etapa a la Volta a Mallorca
- 1957
  - Vencedor d'una etapa a la Volta a Catalunya